# Natalja Petrusjova
Natalja Anatoljevna Petrusjova (ryska: Наталья Анатольевна Петрусёва), född den 2 september 1955 i Pavlovskij Posad, är en rysk före detta skridskoåkare som tävlade för Sovjetunionen.
Petrusjova blev olympisk guldmedaljör på 1 000 meter vid vinterspelen 1980 i Lake Placid.